# Nhà gỗ

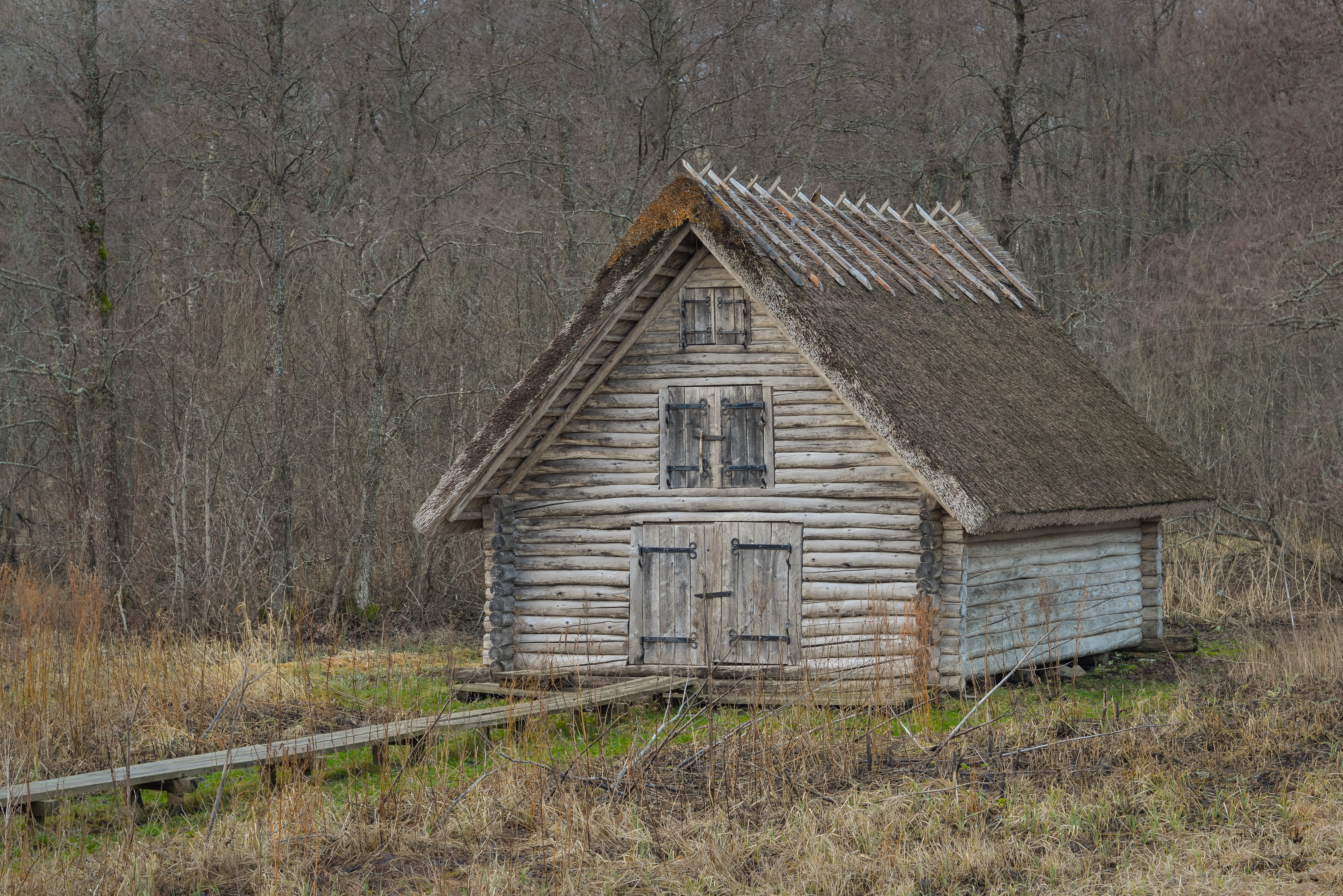
Một ngôi nhà gỗ

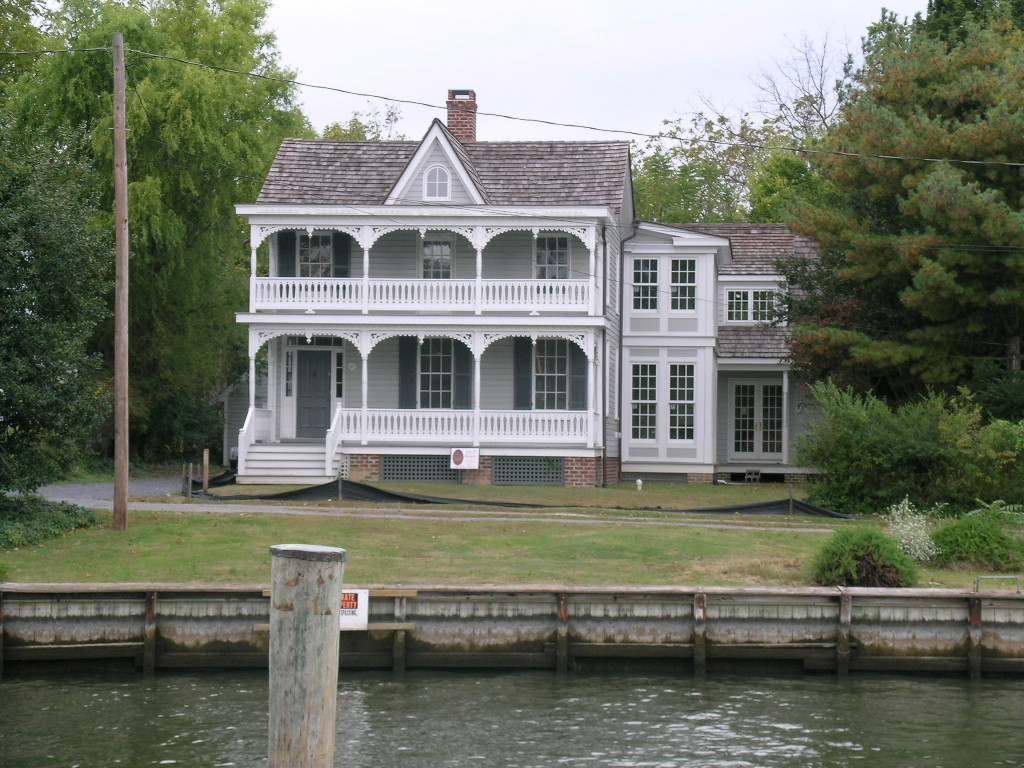
Một nhà gỗ hiện đại được xây dựng như nhà bằng gạch và xi măng,...

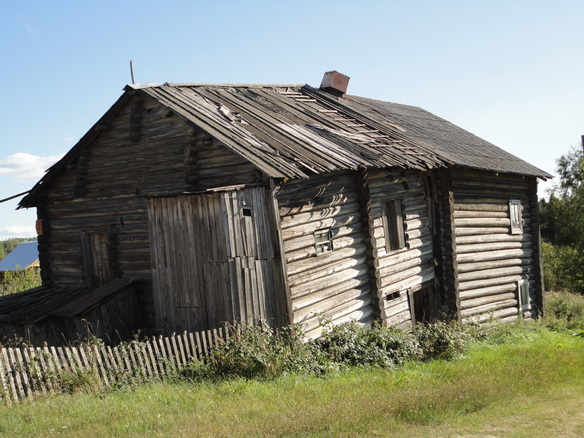
Nhà gỗ đơn sơ

Nhà gỗ là loại nhà được làm bằng thân, cành của cây gỗ thật, được lắp ghép thủ công từ những tấm ván gỗ từ thiên nhiên. Loại nhà này thường rẻ tiền và dễ chế tạo, ít tốn thời gian, tốn công. Nhược điểm của nó là không thân thiện với môi trường vì nó đã gây ra việc chặt đốn phá rừng.
Một số nhà gỗ thì khá đơn giản, một số thì rất công phu vì nó được trang bị thêm nhiều vật liệu, nội thất khác. Nhà gỗ đơn sơ thường chỉ được dựng tạm để ở, còn nhà gỗ cao cấp hơn có thể dùng làm nhà nghỉ mát, nhà ở lâu dài hoặc thậm chí là khách sạn.